# Nélson Alexandre Vieira Semedo
Nélson Alexandre Vieira Semedo (sinh ngày 25 tháng 11 năm 1987 ở Lisbon), hay Adilson, là một cầu thủ bóng đá người Bồ Đào Nha thi đấu cho C.D. Cova da Piedade ở vị trí tiền vệ chạy cánh.